# Ăn mòn chọn lọc
Ăn mòn chọn lọc (tiếng Anh: selective corrosion, selective leaching, dealloying, demetalification, parting), là sự ăn mòn xảy ra đối với hợp kim ở dạng dung dịch rắn đồng thể. Ăn mòn chọn lọc xảy ra khi, ở một số điều kiện phù hợp, một cấu tử kim loại của hợp kim bị chiết tách chọn lọc ra khỏi hợp kim. Kim loại có giá trị điện thế âm hơn sẽ bị tách ra khỏi hợp kim bằng cơ chế ăn mòn ganvani. Các hợp kim dễ bị ảnh hưởng nhất là những hợp kim có chứa các kim loại có khoảng cách xa nhau trong dãy điện hóa, ví dụ đồng và kẽm trong hợp kim đồng thau (brass). Các nguyên tố kim loại thường bị ăn mòn chọn lọc trong hợp kim bao gồm: kẽm, nhôm, sắt, coban, crom...

## Ăn mòn chọn lọc kẽm
Ví dụ phổ biến nhất của sự ăn mòn chọn lọc là hiện tượng hòa tan kẽm trong hợp kim đồng thau (trong đó kẽm chiếm hơn 15% thành phần hợp kim). Quá trình này được gọi là hiện tượng "ăn mòn chọn lọc kẽm" hoặc "khử kẽm" (dezincification). Trong quá trình khử kẽm này, người ta giả thiết rằng các ion kẽm chuyển đến bề mặt bị ăn mòn bằng dòng khuếch tán từ thể tích. Một giải thiết khác cho rằng cả đồng và kẽm đều bị hòa tan do phản ứng anot, sau đó đồng bị khử và kết tủa trở lại trên bề mặt vật liệu. Vật liệu còn lại sau khi bị ăn mòn là một cấu trúc kim loại rỗng, xốp, có tính chất cơ học kém, và màu sắc thay đổi từ vàng (màu hợp kim đồng–kẽm) sang đỏ (màu đồng nguyên chất).
Điều kiện thuận lợi cho hiện tượng ăn mòn chọn lọc khử kẽm xảy ra là: hợp kim tiếp xúc với dung dịch có tính kiềm hoặc tính axit, nồng độ của oxy, amonia, hoặc carbon dioxide trong nước cao, dung dịch điện phân (như nước biển), vùng nước tù đọng hoặc tuần hoàn với lưu tốc chậm, nhiệt độ đường ống cao...
Để ngăn hiện tượng ăn mòn chọn lọc kẽm, người ta có thể giảm lượng kẽm trong hợp kim đồng thau (dưới 15%) để tạo loại hợp kim có tên là "đồng đỏ" (red brass), hoặc cho thêm asen, thiếc, antimon, phosphor... vào hợp kim. Ngoài ra, có thể sử dụng hợp kim đồng–thiếc–kẽm (gunmetal) hoặc đồng–niken (cupronickel, Cu–Ni) để thay thế đồng thau.
Đồng thau chống khử kẽm (Dezincification resistant brass – DZR), còn được gọi là "Đồng thau C352" (Brass C352), là một hợp kim được sử dụng để làm phụ kiện đường ống cung cấp nước uống. Các phụ kiện ống nước có khả năng chống khử kẽm có ký hiệu "CR" (Chống ăn mòn) hoặc "DZR" (chống khử kẽm) ở Anh và các chữ "DR" (chống khử kẽm) ở Úc.

## Ăn mòn than chì

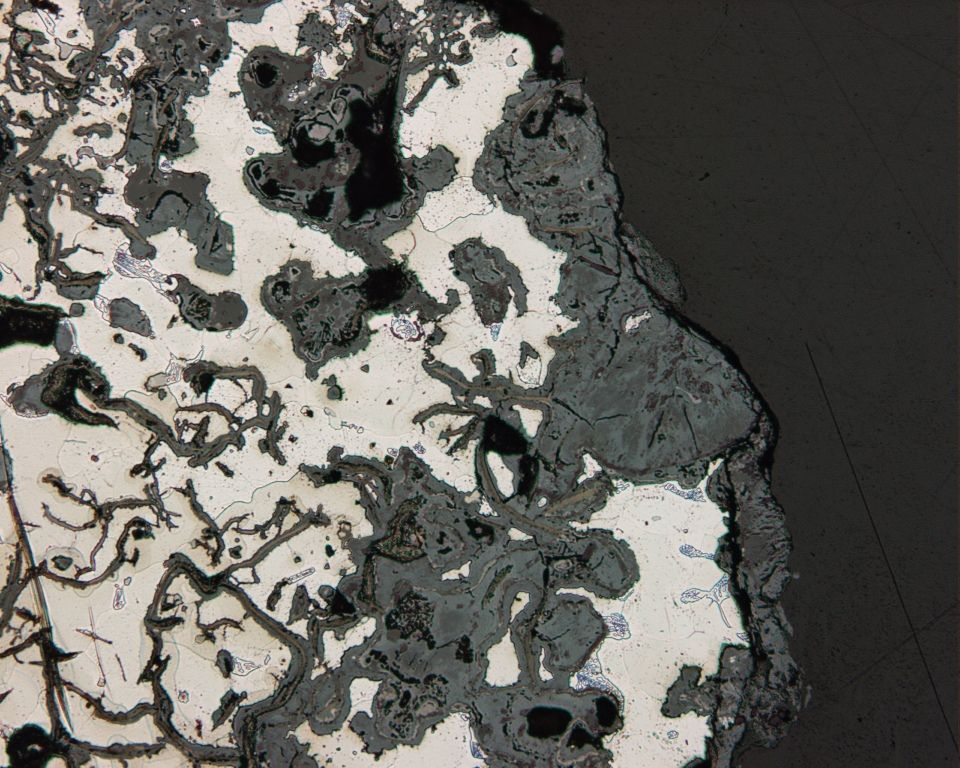
Ăn mòn chọn lọc trên gang. Độ phóng đại 100 lần

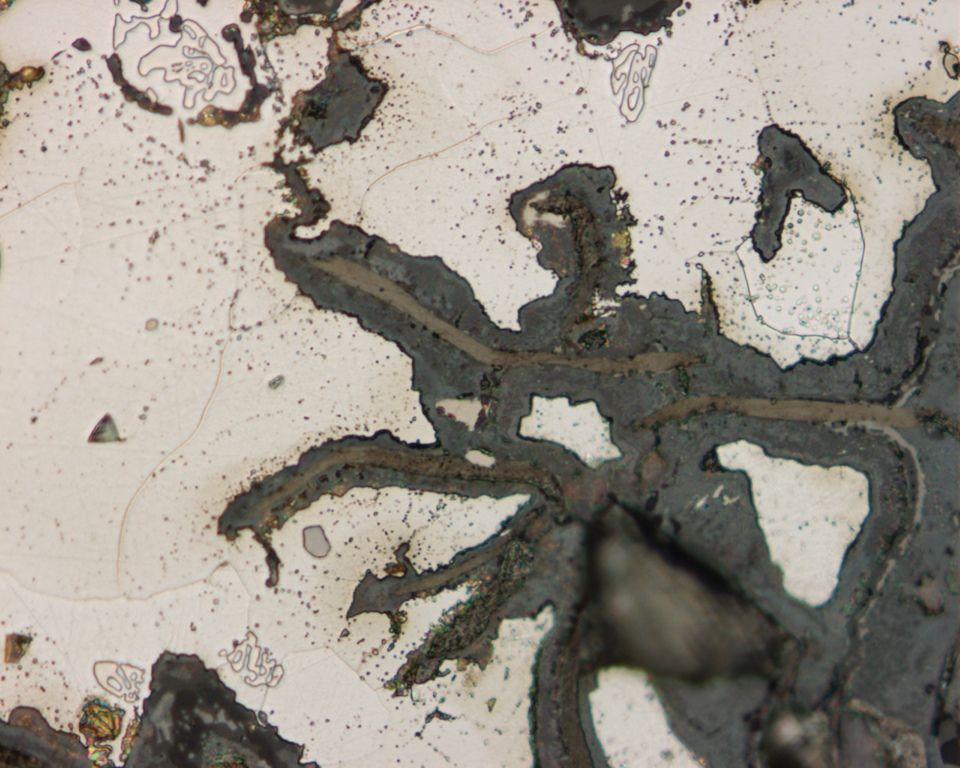
Ăn mòn chọn lọc trên gang. Độ phóng đại 500x

Ăn mòn than chì (graphitic corrosion, tránh nhầm lẫn với graphitization là tên một quá trình luyện kim) là sự ăn mòn chọn lọc của cấu tử sắt từ hợp kim gang xám (gray cast iron). Hiện tượng này xảy ra khi cấu tử sắt bị hòa tan, chỉ còn lại cấu trúc tinh thể than chì. Do than chì chỉ chiếm 4–5% trong thành phần cấu tạo hợp kim gang xám, nên vật liệu còn lại sau khi bị ăn mòn chỉ có hình dáng và bề mặt như bình thường, nhưng rất yếu về mặt cấu trúc. Cách kiểm tra hoặc nhận biết hiện tượng ăn mòn than chì là dùng vật nhọn cứng như dao, đục, để cào bề mặt vật liệu, sẽ thấy lộ ra cấu trúc rỗng xốp do bị ăn mòn. Khi hiện tượng ăn mòn than chì xảy ra trên bề mặt rộng, giải pháp xử lý chỉ có thể là thay thế toàn bộ vật liệu.
Ăn mòn than chì rất phổ biến trước đây, khi người ta sử dụng những đường ống nước làm bằng gang xám, cho đến thập niên 1950 mới dần bị thay thế bởi ống làm gang cầu (ductile iron) hoặc nhựa. Hiện tượng ăn mòn than chì có thể giảm đáng kể bằng cách bổ sung niken vào hợp kim gang.

## Ăn mòn chọn lọc ở các hợp kim khác
Sự ăn mòn chọn lọc cũng xảy ra ở một số hợp kim khác và tên của từng hiện tượng ăn mòn sẽ mang tên cấu tử kim loại bị ăn mòn, ví dụ ăn mòn chọn lọc nhôm (dealuminization), cobalt (decobaltification), niken (denickelification), thiếc (destannification)... Ăn mòn chọn lọc nhôm xảy ra khi hợp kim đồng–nhôm tiếp xúc với dung dịch axit flohidric hoặc dung dịch nước biển có chứa axit. Ăn mòn chọn lọc thiếc xảy ra khi hợp kim đồng–thiếc (tin–bronze) tiếp xúc với dung dịch nước muối nhiệt độ cao.

## Biện pháp
Các biện pháp ngăn ngừa hoặc giảm thiểu hiện tượng ăn mòn chọn lọc bao gồm:
1. Dùng vật liệu hợp kim chống ăn mòn tốt hơn. Đây là phương pháp hiệu quả và thực tế nhất. Ví dụ: đồng đỏ (red brass) có hàm lượng kẽm ít hơn 15% trong thành phần cấu tạo hầu như không bị ăn mòn chọn lọc. Hợp kim đồng–niken (Cupronickel) không bị ăn mòn chọn lọc trong điều kiện khắc nghiệt.
2. Vệ sinh bề mặt bên trong của đường ống thường xuyên nhằm loại bỏ cáu cặn.
3. Loại bỏ sự tồn đọng của các chất hoặc điều kiện gây ăn mòn, đặc biệt là môi trường có tính axit.
4. Dùng biện pháp bảo vệ catốt.

## Công dụng
Sự ăn mòn chọn lọc có thể được ứng dụng để sản xuất các vật liệu dạng bột có diện tích bề mặt cực lớn, chẳng hạn như niken Raney (Raney nickel) và các chất xúc tác dị thể khác. Ăn mòn chọn lọc có thể được sử dụng trước giai đoạn cuối cùng của kỹ thuật mạ vàng tiêu hủy (depletion gilding).